# Карагандинська та Шахтинська єпархія
Карагандинська та Шахтинська єпархія (каз. Қарағанды және Шахтинск епархиясы) — єпархія Казахстанського митрополичого округу Російської православної церкви. Займає територію Карагандинської області Казахстану.

## Історія
Єпархія заснована рішенням Священного синоду від 6 жовтня 2010 року в межах Карагандинської області Казахстану як самостійна кафедра у складі Казахстанського митрополичого округу, будучи відокремленою зі складу Астанайської і Чимкентської єпархій.
Тимчасове управління новою єпархією доручено митрополиту Астанайському і Казахстанському Олександру (Могильову).
24 грудня 2010 року ухвалою Священного синоду єпископом Карагандинським і Шахтинським за постриженням в чернецтво обраний протоієрей Олександр (Осокін), клірик Астанайської єпархії.
20 лютого 2011 року в Храмі Христа Спасителя здійснена хіротонія архімандрита Севастіана (Осокіна) на єпископа Карагандинського та Шахтинського.

## Єпископи
- 6 жовтня 2010 — 20 лютого 2011 — Олександр (Могильов) тимчасовий керуючий, митрополит Астанайський
- з 20 лютого 2011 — Севастіан (Осокін)

## Благочинницькі округи
Станом на грудень 2024 року
- Карагандинський
- Абайський